# منتخب أذربيجان لكرة السلة للسيدات
منتخب أذربيجان الوطني لكرة السلة للسيدات هو ممثل أذربيجان الرسمي في المنافسات الدولية في كرة السلة للسيدات.